# Sun Shipbuilding & Drydock Company

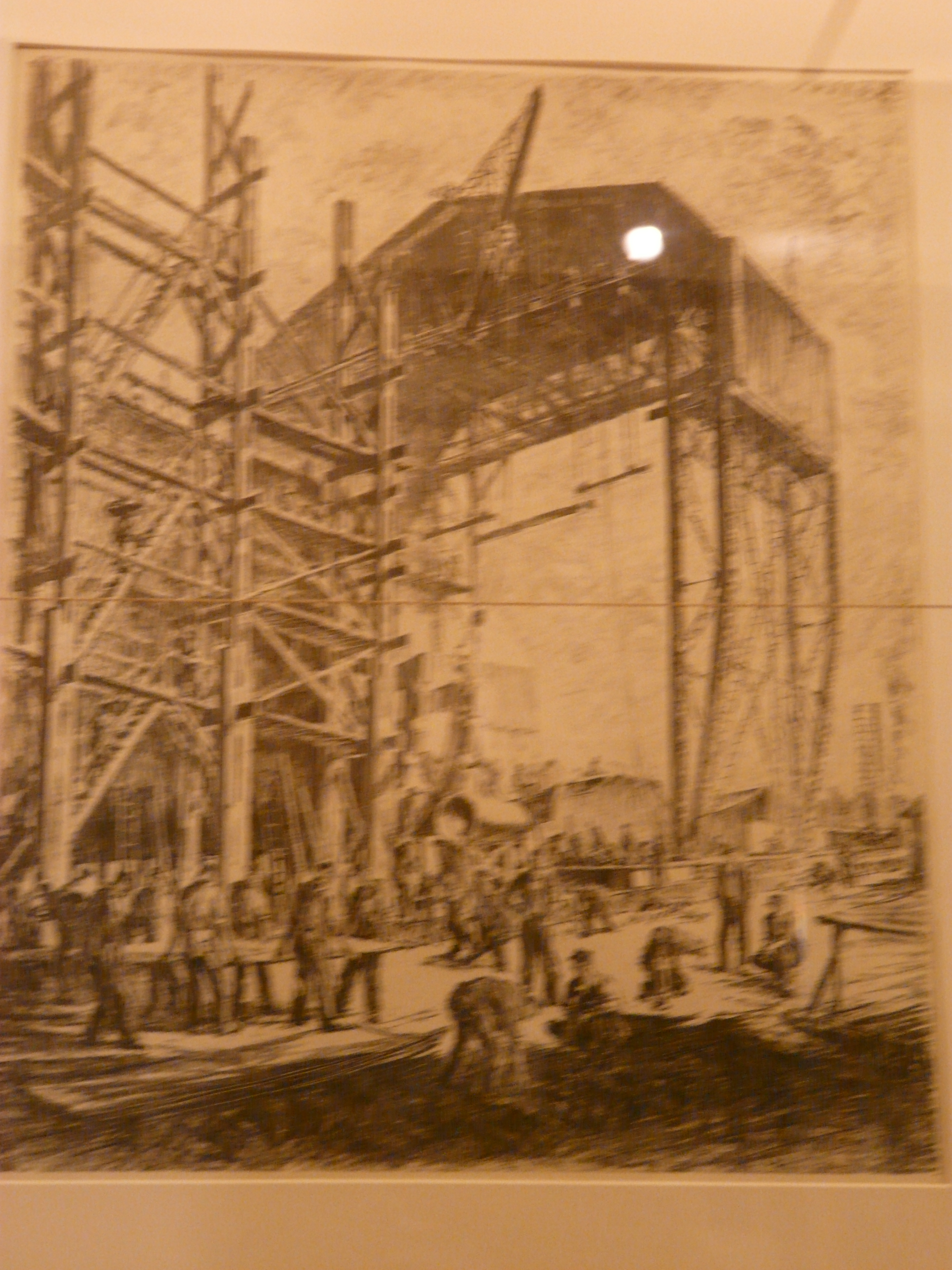
Sun Shipyard en 1917.

Sun Shipbuilding & Drydock Company (1917–1989) fue la mayor constructora de barcos en Chester, Pensilvania, situada a 15 millas del sur de Filadelfia junto al río Delaware. Principalmente construían petroleros, pero la compañía construyó muchos tipos de buques en sus 70 años de historia. Durante la Segunda Guerra Mundial, participó en el proyecto gubernamental Programa de Emergencia de Construcción de Barcos (en inglés: "Emergency Shipbuilding program")

## Historia
La empresa fue desarrollada por la compañía Sunoco y construyó su primer barco en 1917 (coincidiendo con la entrada de los Estados Unidos en la Primera Guerra Mundial). Durante la década de 1920, la compañía mantenía un gran astillero en el puerto de Chester, el cual construía principalmente petroleros para la empresa Standard Oil. Al comienzo de la Segunda Guerra Mundial, Sun Shipbuilding era uno de los 5 mayores astilleros del país, con 8 gradas. Veinte gradas más se construyeron durante la guerra, convirtiéndose en el mayor astillero de los Estados Unidos. En este punto, la compañía mantenía a 40.000 empleados entre sus 4 astilleros, incluyendo uno manejado por empleados casi íntegramente africano americanos.
Sun Shipbuilding construyó 281 petroleros clase T2, aproximadamente el 40 % de los buques de esa clase construidos durante la Segunda Guerra Mundial. También construyó barcos hospital, cargueros y portaaviones escolta de la Comisión Marítima de los Estados Unidos. El 27 de septiembre de 1941, en sus astilleros se botó uno de los 14 buques de la clase Liberty el SS Surprise, más tarde renombrado USS Mount Baker (AE-4). Sun Shipbuilding continuó como constructor de buques mercantes tras la guerra, pero vendió cuatro de sus astilleros.
La empresa fue vendida 1982 y cerrada definitivamente en 1989.

## Buques importantes construidos por Sun Shipbuilding
- HMS Dasher (D37)
- USNS Glomar Explorer (T-AG-193)
- HMS Avenger (D14)
- HMS Biter (D97)
- USS Charger (CVE-30)